# スクエニ 第10BD開発局
『スクエニ 第10BD開発局』（すくえに　だいじゅうびーでぃーかいはつきょく）は、2016年4月2日から2019年3月31日まで放送されていた文化放送によるラジオ番組（アニラジ）。パーソナリティは、声優の日高里菜と大久保瑠美。なお、提供しているスクウェア・エニックスなど、一部のサイト等ではパーソナリティの名を冠して『日高里菜・大久保瑠美のスクエニ 第10BD開発局』と呼ぶ場合もある が、文化放送の公式ではない。2018年10月28日より、アニメ『叛逆性ミリオンアーサー』を応援する番組として『スクエニ 第10BD開発局 〜叛逆性ラジオンアーサー〜』にリニューアルして放送した。

## 概要
番組名の、スクエニとは提供会社のスクウェア・エニックスの略である。また、第10BDとはスクウェア・エニックスの実在のゲーム制作部署、第10ビジネス・ディビジョンの略である。アニメ風味のゲームの開発を担当しており、他に第11BDまである。
30分化後のコンセプトは、パーソナリティが「スクウェア・エニックスの部署、第10ビジネス・ディビジョンのOLとなって、ゲームの魅力や最新情報をお届けする番組」。

## 番組構成

### 独立番組時代
10月になると、前番組でパーソナリティの同じ『日高里菜・大久保瑠美の「ALICE ORDER」ラジオーだー!』の終了に伴い、本番組は独立して日曜日の深夜に放送されることになった。放送休止時刻前の番組であり、一週間の最後の番組にもなる。
1. 冒頭
はじめに短いラジオドラマ（茶番）が入った後、パーソナリティによる挨拶と会話が入る。
2. ふつおた紹介
冒頭からの流れでメール紹介が入った。
3. コーナー2つ
隔週で同じコーナーとなる。
4. お知らせ
スクウェア・エニックスから、ゲームに関するお知らせが放送される。
5. エンディング
オープニングと同じ主題歌を背景に、放送内容をふりかえる会話がされた。なお、本番組にはメールが読み上げられたリスナーに対するノベルティがないため、他のアニラジ[3] のように最もよかったメールを選ぶ、ということはなされない。

### その他
メール投稿の際のラジオネームは、社員ネームである。

## コーナー

### 『エジソン』箱番組時代
1. ニューゲーム開発局
あたらしいゲームのアイデアをリスナーから募集するコーナー。

### 独立番組時代
1. 仮想現実体験プログラム
リスナーから寄せられた舞台とキャラクターの設定に応じて、パーソナリティが一人で茶番をする。途中で、「ハプニングイベント」とよばれる事件が差し込まれ、その先の対応をパーソナリティは考えなければならない。
2. エピソード探求プログラム→撃破せよ!ミリオンエピソード
リスナーから寄せられた個人的で論理的に答えを予測できないような問題に、パーソナリティが勘を駆使して答えるコーナー（コンピュータのエピソード探求プログラムというプログラムを使用しているという設定）。コーナーの概要は前番組の『「ALICEORDER」ラジオーだー!』の「わたしには、あなたの未来が見える」に類似している。
3. ワードテクスチャー
ワードテクスチャーというプログラムを使用しているという設定で、言いにくい言葉を言い換えるアイデアをリスナーから募集し紹介するコーナー。
4. 日高里菜 いい女計画
リスナーからの、ある状況下における日高・大久保のとる行動に関する質問を募集し、なるべく「いい女」のイメージに沿った対応が取れるように心がける。その後、番組スタッフが「いい女度」を判定する。なお、『モテ女計画』や『モテ女の作り方』など、コーナー名には揺らぎがあり、「いい女度」も「モテ女度」などに変更される[4]。
5. 第10BD 適性試験
リスナーから投稿された、ひとつのテーマについての問題を解き、そのテーマへの「適性」を調べる。

放送開始当初は、1と2、3と4は同じ週に放送することが多かった。